# Heinrich Bürgener
Georg Heinrich Bürgener (* 23. April 1798 in Karlshafen; † 6. Mai 1835 in Fürstenberg) war ein  deutscher Kaufmann und Politiker. 

## Leben
Bürgener war der Sohn des Schneidermeisters Johann Georg Philipp Bürgener (1767–1844) und dessen Frau Anna Elisabeth, geborene Schotte (1764–1845). Georg Heinrich Bürgener heiratete 1829 Catharina Christiane Friederike Emde (1810–?). Er arbeitete als Kaufmann in Fürstenberg und war von 1831 bis 1833 Bürgermeister der Stadt. Als solcher war er von 1831 bis 1833 gleichzeitig Mitglied des Landstandes des Fürstentums Waldeck.